# François de Civille
 (mars 2016).
Si vous disposez d'ouvrages ou d'articles de référence ou si vous connaissez des sites web de qualité traitant du thème abordé ici, merci de compléter l'article en donnant les références utiles à sa vérifiabilité et en les liant à la section « Notes et références ».
François de Civille, né le 12 avril 1537 à Rouen et mort le 23 décembre 1610 à Fontaine-le-Bourg, est un militaire français.

## Biographie
Les Civille de Rouen provenaient d'une famille espagnole Sevilla.
En 1562, François de Civille est mis, pendant les guerres de religion, à la tête de cent hommes d’armes du parti calviniste dont le chef à Rouen était le comte de Montgomery. Chargé, lors du siège de Rouen du 13 octobre 1562 par les catholiques, d’occuper un poste important et des plus périlleux qui se trouvait entre la porte Saint-Hilaire et les fourches Bihorel, il fut atteint au visage par une balle d’arquebuse qui lui traversa la tête.
Étant tombé du haut du rempart jusque dans le fossé, il fut supposé mort et dépouillé de ses vêtements et enterré sous quelques pelletées de terre. Un des valets de Civille, ayant obtenu l’autorisation de Montgomery de déterrer son corps pour lui donner une sépulture plus décente, s’aperçut après avoir déterré et identifié son corps qu’il était encore vivant. Les chirurgiens du couvent de Sainte-Claire où son valet l’avait fait porter l’ayant déclaré perdu, il le fit porter à l’hôtel de Coquereaumont où François de Civille résidait ordinairement avec son jeune frère Jean de Civille, qui avait eu, quant à lui, un bras emporté par un boulet dans la même bataille. Deux médecins des plus habiles appelés à son chevet le pansèrent et lui prodiguèrent les plus grands soins sous les yeux de sa famille et de quelques serviteurs qui ne le quittèrent pas pendant cinq jours qu’il demeura anéanti.
Après qu'il fut revenu à lui, Rouen avait été pris d’assaut par les catholiques et ceux-ci qui cherchaient son frère Jean se vengèrent sur lui en le jetant par la fenêtre dans la cour de son hôtel. Là encore, la chance voulut qu’il tombât sur un tas de fumier qui amortit sa chute et, en l’ensevelissant, le dissimula aux regards pendant trois jours et trois nuits jusqu'à ce qu’une servante le découvrit. Un parent, qui était venu lui faire donner une sépulture plus honorable s’étant aperçu qu’il donnait encore des signes de vie, le fit transporter secrètement dans son château à Dieppedalle où il guérit de sa blessure et recouvra rapidement la santé. Passé en Angleterre, il rendit d’importants services à la reine Élisabeth Ire qui lui exprima sa reconnaissance par le don d’une bague et de son portrait. Revenu en France, il embrassa le parti d’Henri IV contre la Ligue et alla en Écosse lever, à ses frais, une armée de 3 000 hommes pour soutenir sa cause. Monté sur le trône, Henri IV sut se rappeler le dévouement et la fidélité de Civille. Il le récompensa en l’honorant de plusieurs dignités et en lui donnant le commandement de Fontaine-le-Bourg.
François de Civille a fait le récit de son enterrement prématuré dans un livret publié à ses frais en 1606. Agrippa d'Aubigné a rapporté qu’il signait François de Civille, trois fois mort, trois fois enterré et trois fois par la grâce de Dieu ressuscité, mais selon Ernest de Blosseville, un exemplaire conservé de la signature de Civille montre que sa formule était en réalité « mort, enterré et ressuscité ».
Selon certains, la mère de Civille serait morte alors qu'elle était près d'accoucher de lui et elle aurait été enterrée sans qu'on eût forcé la naissance de l'enfant par une césarienne, après quoi, sur exigence du père revenu de voyage, on aurait déterré la mère et trouvé l'enfant vivant. Ernest de Blotteville a fait observer que c'est impossible, car on sait que la mère de Civille eut encore quatre enfants après lui.

## Hommages
La ville de Rouen a donné son nom à une rue à proximité de l’emplacement de la porte Saint-Hilaire dans le quartier Croix de Pierre.

## Œuvre
- Discours des causes pour lesquelles le sieur de Civille, gentilhomme de Normandie, se dit avoir esté mort, enterré et ressuscité, 1606. Réédité par Ernest de Blosseville, Rouen, Henry Boissel, 1863, en ligne.